# Смърт във Венеция
„Смърт във Венеция“ (на италиански: „Morte a Venezia“) е филм на Лукино Висконти от 1971 година, с участието на Дърк Богард, Силвана Мангано и Ромоло Вали. Филмът е създаден по едноименната новела на Томас Ман от  1912 година.

## Сюжет
Композиторът Густав фон Ашенбах (Дирк Богард) заминава за Венеция, където среща красивото полско момче Тацио (Бьорн Андресен), отседнало в същия хотел заедно със семейството си. Симпатията на Ашенбах към Тацио скоро прераства в силно привличане и той започва да го следва навсякъде. Овладелите го чувства го карат да остане в обхванатата от холера Венеция, за да бъде близо до обекта на своята страст, което и предопределя неговата съдба.

## В ролите
| Изпълнител      | Роля                  |
| --------------- | --------------------- |
| Дърк Богард     | Густав фон Ашенбах    |
| Марк Бърнс      | Алфред                |
| Мариса Беренсън | Жената на фон Ашенбах |
| Бьорн Андресен  | Тацио                 |
| Силвана Мангано | Майката на Тацио      |
| Ромоло Вали     | Хотелиера             |
| Франко Фабрици  | Бръснара              |

### В продукцията участват още
- Режисьор: Лукино Висконти
- Кинематограф: Паскуалино Де Сантис
- Сценарий: Лукино Висконти, Никола Бадалуко
- Художествен директор: Фердинандо Скарфиоти
- Дизайнер на костюмите: Пиеро Този
- Дизайнер на продукцията: Фердинандо Скарфиоти
- Саундтрак: Воторио Трентино, Джузепе Муратори
- Продуцент: Робърт Гордън Едуардс

## Награди и номинации

### Награди
Кан кинофестивал:
- 1971 25-а Годишнина Награда (специална награда създадена за случая, за да се реши между двата фаворита за „Златната палма“)[2]

БАФТА:
- 1972 Най-добър арт режисьор
- 1972 Най-добро операторско майсторство
- 1972 Най-добър дизайн на костюмите
- 1972 Най-добър „саундтрак“

Сребърна лента
- 1972 Най-добър режисьор
- 1972 Най-добро операторско майсторство
- 1972 Най-добър дизайн на костюмите
- 1972 Най-добра продукция (дизайн)

### Номинации
Оскар:
- 1972 Най-добър дизайн на костюмите

БАФТА:
- 1972 Най-добър филм
- 1972 Най-добър режисьор
- 1972 Най-добър актьор

Кан кинофестивал:
- 1971 Златна палма (Най-добър филм)